# Choerophryne
A Choerophryne a kétéltűek (Amphibia) osztályába, valamint a békák (Anura) rendjébe és a szűkszájúbéka-félék (Microhylidae) családjába tartozó nem.  

## Rendszertani besorolása
A Choerophryne és a korábbi besorolásnak megfelelő Albericus nem közötti különbség a premaxilla (apró koponyacsont-pár a felső állkapocs csúcsán) orientációjában jelenik meg, ami a Choerophryne nem egyedeinek jellegzetes csúcsos orrát adja. 2013-ban egy új Choerophryne fajt írtak le, melynél a premaxilla orientációja a két nemé közé esett, arra utalva, hogy, hogy az Albericus a Choerophryne fiatalabb szinonimája. A szinonimák hivatalos megállapítását a molekuláris vizsgálatok alapján  Peloso és munkatársai javasolták 2016-ban.

## Nevének eredete
A fiatalabb szinonima nevét a Nibelung-ének hősi eposzának törpéjéről, Alberichről kapta. A nem számos faja szintén a Niebelug-ének alakjairól kapta nevét, például a Choerophryne siegfriedi Siegfriedről, a Choerophryne fafniri Fafnirról.

## Előfordulásuk
A nembe tartozó fajok Új-Guinea endemikus fajai.

## Megjelenésük
A Choerophryne nembe tartozó fajok kis méretűek, testhosszuk 11–31 mm.

## Rendszerezés
A nembe az alábbi fajok tartoznak:
- Choerophryne alainduboisi Günther & Richards, 2018
- Choerophryne allisoni Richards & Burton, 2003
- Choerophryne alpestris (Kraus, 2010)
- Choerophryne amomani Günther, 2008
- Choerophryne arndtorum Günther, 2008
- Choerophryne brevicrus (Günther & Richards, 2012)
- Choerophryne bickfordi Kraus, 2018
- Choerophryne bisyllabaGünther & Richards, 2017
- Choerophryne brunhildae (Menzies, 1999)
- Choerophryne bryonopsis Kraus, 2013
- Choerophryne burtoni Richards, Dahl & Hiaso, 2007
- Choerophryne crucifer Günther & Richards, 2017
- Choerophryne darlingtoni (Loveridge, 1948)
- Choerophryne epirrhina Iannella, Oliver & Richards, 2015
- Choerophryne exclamitans (Kraus & Allison, 2005)
- Choerophryne fafniri (Menzies, 1999)
- Choerophryne gracilirostris Iannella, Richards & Oliver, 2014
- Choerophryne grylloides Iannella, Oliver & Richards, 2015
- Choerophryne gudrunae (Menzies, 1999)
- Choerophryne gunnari (Menzies, 1999)
- Choerophryne laurini (Günther, 2000)
- Choerophryne longirostris Kraus & Allison, 2001
- Choerophryne microps Günther, 2008
- Choerophryne multisyllaba Günther & Richards, 2017
- Choerophryne murrita (Kraus & Allison, 2009)
- Choerophryne nigrescens Günther, 2008
- Choerophryne pandanicola (Günther & Richards, 2012)
- Choerophryne pipiens Günther, Richards & Tjaturadi, 2018
- Choerophryne proboscidea Van Kampen, 1914
- Choerophryne rhenaurum (Menzies, 1999)
- Choerophryne rostellifer (Wandolleck, 1911)
- Choerophryne sanguinopicta (Kraus & Allison, 2005)
- Choerophryne siegfriedi (Menzies, 1999)
- Choerophryne swanhildae (Menzies, 1999)
- Choerophryne tubercula (Richards, Johnston & Burton, 1992)
- Choerophryne valkuriarum (Menzies, 1999)
- Choerophryne variegata (Van Kampen, 1923)